# David Alan Miller
David Alan Miller (Los Angeles, 1961) è un direttore d'orchestra statunitense.
Miller è vincitore di un Grammy Award e dal 1992 è direttore d'orchestra della Albany Symphony Orchestra. Ha anche lavorato come assistente e direttore associato della Los Angeles Philharmonic Orchestra e direttore musicale della New York Youth Symphony.

## Biografia
Miller è cresciuto nell'area di Los Angeles. Si è laureato all'Università della California - Berkeley. Ha poi conseguito un master in direzione d'orchestra alla Juilliard School. Miller è stato direttore musicale della New York Youth Symphony dal 1982 al 1988. È stato anche associato di direzione per due mandati e, successivamente, direttore associato presso il Los Angeles Philharmonic Institute.
Nel 1987 è stato nominato assistente direttore della Los Angeles Philharmonic dal direttore musicale André Previn; successivamente è stato promosso a direttore associato nel 1990 e ha ricoperto tale incarico per due anni. Durante il suo incarico con l'orchestra ha diretto concerti in abbonamento, un'acclamata serie di concerti per famiglie, "Green Umbrella", concerti New Music Group e concerti della comunità, oltre a programmi regolari all'Hollywood Bowl. Nell'autunno del 1987 Miller sostituì Previn con un preavviso di sole 36 ore durante una settimana di concerti dell'abbonamento regolare della filarmonica quando il direttore musicale si ammalò, ottenendo ottime recensioni.

## Albany Symphony Orchestra
Miller è stato direttore musicale e direttore d'orchestra della Albany Symphony Orchestra (ASO) dal 1992. Sotto la sua guida l'ASO ha spesso presentato in anteprima musica classica moderna americana. Durante il suo mandato l'orchestra è diventata una delle orchestre di registrazione più impegnate negli Stati Uniti, con più di 25 dischi, principalmente di musica americana nuova o recente pubblicata. Ha istituito un importante American Music Festival annuale nel 1998, con più eventi, con lavori nuovi per quattro giorni ogni maggio. Ha fondato una serie di concerti per le famiglie poco dopo il suo arrivo nel 1992 e ha creato una serie di commissioni "Capital Heritage", per la quale l'orchestra commissiona ed esegue opere ispirate alla storia della regione di New York Capitale. I lavori vengono eseguiti "sul posto", nelle località che li hanno ispirati. Le presentazioni "Capital Heritage" hanno compreso spettacoli ispirati alle finestre TIffany in tutta la regione, un giorno nella capitale dello stato e un giorno nel campo della battaglia di Saratoga.

## Dogs of Desire
Formato da Miller nel 1994, Dogs of Desire è un gruppo di musica contemporanea di diciotto membri composto da membri della Albany Symphony Orchestra. Il gruppo ha commissionato oltre 100 nuove opere di compositori americani emergenti e guadagnato una reputazione nazionale tra i giovani compositori come terreno di prova per i talenti emergenti. Compositori che sono stati commissionati dai Dogs of Desire sono: Derek Bermel, Arthur Bloom, Dorothy Chang, Jacob Cooper, Michael Daugherty, Kenneth Eberhard, David Lang, Todd Levin, David Mallamud, Huang Ruo, Michael Torke e George Tsontakis.

## Direttore ospite
Frequentemente richiesto come direttore ospite, Miller ha lavorato con la maggior parte delle principali orchestre d'America, comprese le orchestre di Baltimora, Buffalo, Chicago, Cleveland, Detroit, Houston, Indianapolis, Los Angeles, Minnesota, New York, Filadelfia, Pittsburgh e San Francisco, così come la New World Symphony, i Boston Pops e il New York City Ballet. È anche tornato alla Los Angeles Philharmonic in un'occasione di dirigerli durante la stagione estiva all'Hollywood Bowl.
Inoltre Miller è apparso frequentemente in tutta Europa, in Australia e in Estremo Oriente come direttore ospite. Miller ha fatto il suo debutto internazionale con l'Orchestra della RAI a Torino, in Italia, nella stagione 1999-2000. Ha anche diretto importanti orchestre europee a Berlino, Barcellona, Praga, Dresda, Hannover, Halle e Magonza. È apparso con l'Adelaide Symphony Orchestra, la Filarmonica di Hong Kong, la Sinfonica di Singapore, l'Orchestra Nazionale di Taiwan e l'Orchestra Sinfonica Nazionale del Vietnam; ha guidato l'Australian Youth Orchestra nel suo tour europeo e ha diretto l'Asian Youth Orchestra in un grande tour dell'Estremo Oriente che comprendeva concerti in Giappone, Corea, Hong Kong e Singapore. In Canada ha diretto la National Arts Center Orchestra e la Edmonton Symphony.

## Premi
Miller ha ricevuto un Grammy Award nel gennaio 2014 per la sua incisione Naxos di "Conjurer" di John Corigliano, con la Albany Symphony e Dame Evelyn Glennie.
Nel 2013 Miller ha vinto il premio John R. Edwards per l'affidamento più considerevole da parte della nazione per nuova musica americana.
Nel 2003 Miller ha ricevuto il Ditson Conductor's Award della Columbia University. Questo premio è "il più vecchio premio per onorare i direttori d'orchestra per il loro impegno nella musica americana (ed) è stato fondato nel 1945 dal fondo Alice M. Ditson della Columbia." Tra i precedenti destinatari figurano Leonard Bernstein, Eugene Ormandy, JoAnn Falletta, Michael Tilson Thomas e James DePreist."
Miller ha vinto il premio ASCAP Morton Gould 2001 per la programmazione innovativa e nel 1999 il primo premio Leonard Bernstein dell'ASCAP per l'eccezionale programmazione educativa. In riconoscimento dell'impegno di Miller per la musica contemporanea e la programmazione innovativa, lui e l'Albany Symphony Orchestra sono stati invitati due volte a "Spring For Music", un festival annuale delle orchestre più creative d'America alla Carnegie Hall di New York. L'ASO è stata l'unico gruppo ad esibirsi più di una volta in questo festival.

## Registrazioni
Miller ha pubblicato in CD molte delle sue registrazioni con l'Albany Symphony. Molte delle registrazioni di Miller con l'Albany Symphony sono vendute online. La sua vasta discografia comprende registrazioni delle opere di Todd Levin con la London Symphony Orchestra per la Deutsche Grammophon, musiche di Michael Daugherty, Kamran Ince e Michael Torke per la London/Decca e di John Corigliano e Luis Tinoco per Naxos. Le sue registrazioni con l'Albany Symphony includono dischi dedicati alla musica di John Harbison, Roy Harris, Morton Gould, Don Gillis, Peter Mennin e Vincent Persichetti sull'etichetta Albany Records.